# Vihovići (Republika Serbska)
Vihovići (cyr. Виховићи) – wieś w Bośni i Hercegowinie, w Republice Serbskiej, w gminie Kalinovik. W 2013 roku liczyła 48 mieszkańców.